# Olaška mikroregija
Olaška mikroregija (mađ. Kiskunhalasi kistérség) je mikroregija u Bačko-kiškunskoj županiji u Mađarskoj.
U njoj se nalazi 9 naselja, u kojima ukupno živi 45.999 stanovnika. Ukupne je površine 826,34 km2, a gustoća naseljenosti je 55,67 osobe na km2. 
Sjedište mikroregije je gradić Olaš (mađ. Kiskunhalas).

## Naselja
Hrvatska imena prema.
| Ime            | Mađarski naziv | Površina (km2) | Br. stanovnika |
| -------------- | -------------- | -------------- | -------------- |
| Blato          | Balotaszállás  | 104,94         | 1657           |
| Fertov, Vertov | Kunfehértó     | 78,37          | 2307           |
| Kelebija       | Kelebia        | 66,70          | 3019           |
| Kotinj         | Harkakötöny    | 52,70          | 1014           |
| Olaš           | Kiskunhalas    | 227,58         | 29 318         |
| Pirtov         | Pirtó          | 34,49          | 992            |
| Salašica       | Kisszállás     | 92,06          | 2878           |
| Tompa          | Tompa          | 81,57          | 4847           |
| Zsana          | Zsana          | 87,94          | 875            |